# Elecciones municipales de Tumbes de 2018
Las elecciones municipales de Tumbes de 2018 se llevaron a cabo el 7 de octubre de 2018 para elegir al alcalde y al Concejo Provincial de Tumbes para el periodo 2019-2022. La elección se celebró simultáneamente con elecciones regionales y municipales (provinciales y distritales) en todo el Perú.
Como resultado de esta elección, Carlos Silva Mena, candidato de Renovación Tumbesina, obtuvo el 29.30% de votos válidos y resultó electo como alcalde provincial de Tumbes.

## Sistema electoral
La Municipalidad Provincial de Tumbes es el órgano administrativo y de gobierno de la provincia de Tumbes. Está compuesta por el alcalde y el Concejo Provincial.
La votación del alcalde y el concejo se realiza en base al sufragio universal, que comprende a todos los ciudadanos nacionales mayores de dieciocho años, empadronados y residentes en la provincia de Tumbes y en pleno goce de sus derechos políticos, así como a los ciudadanos no nacionales residentes y empadronados en la provincia de Tumbes. No hay reelección inmediata de alcaldes.
El Concejo Provincial de Tumbes está compuesto por 11 regidores elegidos por sufragio directo para un período de cuatro (4) años, en forma conjunta con la elección del alcalde (quien lo preside). La votación es por lista cerrada y bloqueada. Se asigna a la lista ganadora los escaños según el método d'Hondt o la mitad más uno, lo que más le favorezca.

## Composición del Concejo Provincial de Tumbes
La siguiente tabla muestra la composición del Concejo Provincial de Tumbes antes de las elecciones.
| Partidos | Partidos                  | Regidores |
| -------- | ------------------------- | --------- |
|          | Alianza para el Progreso  | 7         |
|          | Partido Popular Cristiano | 3         |
|          | Renovación Tumbesina      | 1         |

## Partidos y candidatos
A continuación se muestra una lista de los principales partidos y alianzas electorales que participaron en las elecciones:
| Candidatura | Candidatura        | Partidos y alianzas                                                               | Candidato | Candidato                 | Ideología                                                          | Resultado previo | Resultado previo | Ref. |
| Candidatura | Candidatura        | Partidos y alianzas                                                               | Candidato | Candidato                 | Ideología                                                          | Votos (%)        | Reg.             | Ref. |
| ----------- | ------------------ | --------------------------------------------------------------------------------- | --------- | ------------------------- | ------------------------------------------------------------------ | ---------------- | ---------------- | ---- |
|             | APP                | Lista - Alianza para el Progreso (APP)                                            |           | Lenin Ávila Silva         | Liberalismo económico Conservadurismo liberal Populismo de derecha | 30.82%           | 7                |      |
|             | PPC                | Lista - Partido Popular Cristiano (PPC)                                           |           | Gino Moretti Otoya        | Democracia cristiana Conservadurismo social Liberalismo económico  | 29.86%           | 3                |      |
|             | RT                 | Lista - Renovación Tumbesina (RT)                                                 |           | Carlos Silva Mena         | Regionalismo tumbesino                                             | 12.91%           | 1                |      |
|             | UPP                | Lista - Unión por el Perú (UPP)                                                   |           | Hildebrando Antón Navarro | Etnocacerismo Nacionalismo de izquierda Ultranacionalismo          | 6.20%            | 0                |      |
|             | SP                 | Lista - Somos Perú (SP)                                                           |           | José Sánchez Pupuche      | Democracia cristiana Conservadurismo social                        | 3.70%            | 0                |      |
|             | JP                 | Lista - Juntos por el Perú (JP)                                                   |           | Baldomero Ulfe Urbina     | Socialismo democrático Progresismo                                 | 0.58%            | 0                |      |
|             | SU                 | Lista - Siempre Unidos (SU)                                                       |           | Williams Marchán Aguayo   | Partido atrapalotodo                                               | Nuevo            | Nuevo            |      |
|             | FP                 | Lista - Fuerza Popular (FP)                                                       |           | Guillermo Alegre Mendoza  | Fujimorismo Conservadurismo social Populismo de derecha            | Nuevo            | Nuevo            |      |
|             | PPS                | Lista - Perú Patria Segura (PPS)                                                  |           | Juan Pizarro Sánchez      | Conservadurismo liberal Liberalismo económico                      | Nuevo            | Nuevo            |      |
|             | VP                 | Lista - Vamos Perú (VP)                                                           |           | Enrique Vizcarra Tinedo   | Populismo Socialdemocracia                                         | Nuevo            | Nuevo            |      |
|             | PN                 | Lista - Perú Nación (PN)                                                          |           | Luz Tripul Alvarado       | Conservadurismo social Democracia cristiana                        | Nuevo            | Nuevo            |      |
|             | PP                 | Lista - Podemos por el Progreso del Perú (PP)                                     |           | Pedro Ríos Valera         | Conservadurismo social Populismo Nacionalismo                      | Nuevo            | Nuevo            |      |
|             | Reconst.           | Lista - Reconstrucción con Obras Más Obras para un Tumbes Bello (Reconstrucción)  |           | Ricardo Flores Infantes   | Regionalismo tumbesino                                             | Nuevo            | Nuevo            |      |
|             | Yo Sí Amo a Tumbes | Lista - Movimiento Independiente Regional Yo Sí Amo a Tumbes (Yo Sí Amo a Tumbes) |           | Fausto Ruiz Sánchez       | Regionalismo tumbesino                                             | Nuevo            | Nuevo            |      |

## Sondeos de opinión
La siguiente tabla enumera las estimaciones de la intención de voto en orden cronológico inverso, mostrando las más recientes primero y utilizando las fechas en las que se realizó el trabajo de campo de la encuesta. Cuando se desconocen las fechas del trabajo de campo, se proporciona la fecha de publicación.
Leyenda:
     Sondeo realizado en el periodo de prohibición legal de la difusión de sondeos de intención de voto.

### Intención de voto
La siguiente tabla enumera las estimaciones ponderadas (sin incluir votos en blanco y nulos) de la intención de voto.
|                                |            |   |      |      |      |     |     |     |  |  |  |
| Elecciones municipales de 2018 | 7 oct 2018 | — | 29.3 | 21.7 | 12.8 | 7.9 | 7.1 | 7.6 |  |  |  |
|                                |            |   |      |      |      |     |     |     |  |  |  |
| Ipsos Perú/América             | 7 oct 2018 | ? | 28.4 | 23.4 | 13.1 | 7.7 | –   | 5.0 |  |  |  |
| Ipsos Perú/América             | 7 oct 2018 | ? | 31.6 | 23.1 | 14.3 | 8.9 | –   | 8.5 |  |  |  |

## Resultados

### Sumario general
| |                                                                          |              |              |              |           |           |
| Partidos y coaliciones                                                                                     | Partidos y coaliciones                                                   | Voto popular | Voto popular | Voto popular | Regidores | Regidores |
| Partidos y coaliciones                                                                                     | Partidos y coaliciones                                                   | Votos        | %            | +/−          | Total     | +/−       |
| | Renovación Tumbesina (RT)                                                | 21,402       | 29.30        | +16.39       | 7         | +6        |
| | Unión por el Perú (UPP)                                                  | 15,820       | 21.66        | +15.46       | 2         | +2        |
| | Alianza para el Progreso (APP)                                           | 9,365        | 12.82        | –18.00       | 1         | –6        |
| | Reconstrucción con Obras Más Obras para un Tumbes Bello (Reconstrucción) | 5,744        | 7.87         | n/a          | 1         | +1        |
| | Somos Perú (SP)                                                          | 5,149        | 7.05         | +3.35        | 0         | ±0        |
| | Fuerza Popular (FP)                                                      | 3,542        | 4.85         | n/a          | 0         | ±0        |
| | Partido Popular Cristiano (PPC)                                          | 2,735        | 3.74         | –26.12       | 0         | –3        |
| | Movimiento Independiente Regional Yo Sí Amo a Tumbes (Yo Sí Amo)         | 2,100        | 2.88         | Nuevo        | 0         | ±0        |
| | Siempre Unidos (SU)                                                      | 1,858        | 2.54         | n/a          | 0         | ±0        |
| | Juntos por el Perú (JP)1                                                 | 1,701        | 2.33         | +1.75        | 0         | ±0        |
| | Perú Patria Segura (PPS)                                                 | 1,386        | 1.90         | Nuevo        | 0         | ±0        |
| | Podemos por el Progreso del Perú (PP)                                    | 898          | 1.23         | Nuevo        | 0         | ±0        |
| | Vamos Perú (VP)                                                          | 837          | 1.15         | Nuevo        | 0         | ±0        |
| | Perú Nación (PN)                                                         | 495          | 0.68         | Nuevo        | 0         | ±0        |
| |                                                                          |              |              |              |           |           |
| Total | Total                                                                    | 73,032       |              |              | 11        | ±0        |
| |                                                                          |              |              |              |           |           |
| Votos válidos                                                                                              | Votos válidos                                                            | 73,032       | 77.88        | –4.50        |           |           |
| Votos en blanco                                                                                            | Votos en blanco                                                          | 10,031       | 10.70        | +0.35        |           |           |
| Votos nulos                                                                                                | Votos nulos                                                              | 10,713       | 11.42        | +4.15        |           |           |
| Votos emitidos                                                                                             | Votos emitidos                                                           | 93,776       | 81.38        | –3.48        |           |           |
| Abstenciones                                                                                               | Abstenciones                                                             | 21,453       | 18.62        | +3.48        |           |           |
| Votantes registrados                                                                                       | Votantes registrados                                                     | 115,229      |              |              |           |           |
| |                                                                          |              |              |              |           |           |
| Fuente: |                                                                          |              |              |              |           |           |
| Notas al pie: 1 Comparado con los resultados de Partido Humanista Peruano (PHP) en las elecciones de 2014. |                                                                          |              |              |              |           |           |
| Notas al pie:                                                                                              |                                                                          |              |              |              |           |           |
| 1 Comparado con los resultados de Partido Humanista Peruano (PHP) en las elecciones de 2014.               |                                                                          |              |              |              |           |           |

### Concejo Provincial de Tumbes
| Cargo                         | Autoridad electa         | Partido político | Partido político                                        |
| ----------------------------- | ------------------------ | ---------------- | ------------------------------------------------------- |
| Alcalde Provincial de Tumbes  | Carlos Silva Mena        |                  | Renovación Tumbesina                                    |
| Regidor Provincial de Tumbes  | José Gálvez Herrera      |                  | Renovación Tumbesina                                    |
| Regidor Provincial de Tumbes  | Dennis Rodríguez Mendoza |                  | Renovación Tumbesina                                    |
| Regidora Provincial de Tumbes | Graciela Valdez Zapata   |                  | Renovación Tumbesina                                    |
| Regidor Provincial de Tumbes  | Fredy Rosales Reto       |                  | Renovación Tumbesina                                    |
| Regidor Provincial de Tumbes  | Aldo Clavijo Campos      |                  | Renovación Tumbesina                                    |
| Regidora Provincial de Tumbes | Rebeca Delgado Ramírez   |                  | Renovación Tumbesina                                    |
| Regidora Provincial de Tumbes | Sandra Purizaga García   |                  | Renovación Tumbesina                                    |
| Regidor Provincial de Tumbes  | José Palomino Sánchez    |                  | Unión por el Perú                                       |
| Regidor Provincial de Tumbes  | José Ramos Castro García |                  | Unión por el Perú                                       |
| Regidor Provincial de Tumbes  | Robert Dolmos Peña       |                  | Alianza para el Progreso                                |
| Regidor Provincial de Tumbes  | Miguel Calle Castillo    |                  | Reconstrucción con Obras Más Obras para un Tumbes Bello |

## Elecciones municipales distritales

### Sumario general
|         | Somos Perú (SP)                                 | 2 | +2 |  |  |  |
|         | Renovación Tumbesina (RT)                       | 1 | ±0 |  |  |  |
|         | Alianza para el Progreso (APP)                  | 1 | ±0 |  |  |  |
|         | Movimiento Independiente Regional FAENA (FAENA) | 1 | +1 |  |  |  |
|         |                                                 |   |    |  |  |  |
| Total   | Total                                           | 5 | ±0 |  |  |  |
|         |                                                 |   |    |  |  |  |
| Fuente: |                                                 |   |    |  |  |  |

### Resultados por distrito
La siguiente tabla enumera el control de los distritos de la provincia de Tumbes. El cambio de mando de una organización política se resalta del color de ese partido.
| Distrito              | Alcalde(sa) titular   | Partido político | Partido político            | Alcalde(sa) electo(a)  | Partido político | Partido político         |
| --------------------- | --------------------- | ---------------- | --------------------------- | ---------------------- | ---------------- | ------------------------ |
| Corrales              | Manuel Flores Peña    |                  | Alianza para el Progreso    | Hugo Pérez Dios        |                  | Renovación Tumbesina     |
| La Cruz               | Juan Pizarro Sánchez  |                  | Súmate al Cambio            | Segundo Chávez Cruzado |                  | FAENA                    |
| Pampas de Hospital    | Georgio Apolo Infante |                  | Pampas Camino al Desarrollo | Samuel Pacheco Marchan |                  | Somos Perú               |
| San Jacinto           | Carmen Alemán Feijóo  |                  | Partido Aprista Peruano     | César Feijóo Carrillo  |                  | Alianza para el Progreso |
| San Juan de la Virgen | Cristian Baca Zapata  |                  | Renovación Tumbesina        | Ruby Villanueva Dioses |                  | Somos Perú               |